# 白榕蔭堂墓園

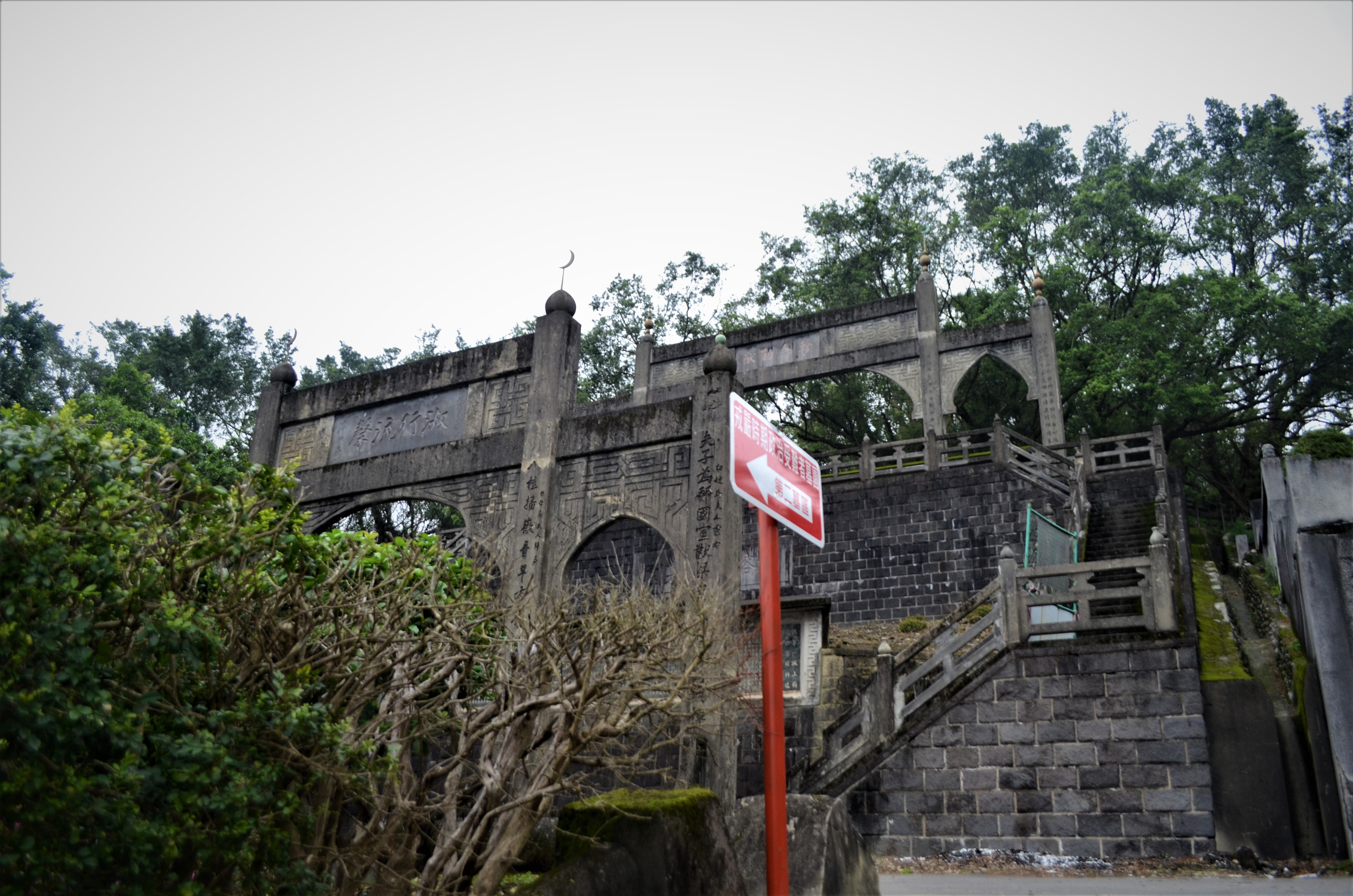
白榕蔭堂墓園（白崇禧將軍墓）景觀

白榕蔭堂墓園，是白崇禧將軍墓及其家人的墓園，位於台北市六張犁回教公墓，建於1963年，佔地約300坪。2012年12月13日，台北市政府公告為墓葬類別的古蹟建築。

## 歷史
白崇禧將軍（1893年3月18日－1966年12月2日），字健生，為中華民國大陸時期重要的軍事家，素有「小諸葛」之稱，在北伐戰爭與抗日戰爭中都建有戰功，曾任中華民國第一任國防部長。1947年二二八事件發生期間，白崇禧將軍受蔣介石總統之命以國防部長身份來臺宣慰，揭示事件善後處理原則，包含從寬處理、禁止濫殺、公開審判、不得逮捕學生、緊急撫恤公教人員及人民等，減低二二八事件造成之傷害。白崇禧為著名作家白先勇之父親。
白崇禧篤信伊斯蘭教，生前捐款興建了多所清真寺、發展穆斯林教育，並在政治和經濟上給予中國穆斯林許多方便。1963年，白夫人馬佩璋女士過世，白崇禧將軍於回教公墓內闢建白榕蔭堂墓園，為白將軍留學美國學土木工程的兒子白先德所設計、大陸工程公司興建。
1966年，白崇禧將軍因心臟病發在臺北去世，終年七十四歲，過世後亦依照伊斯蘭教禮儀安葬於此。

## 建築

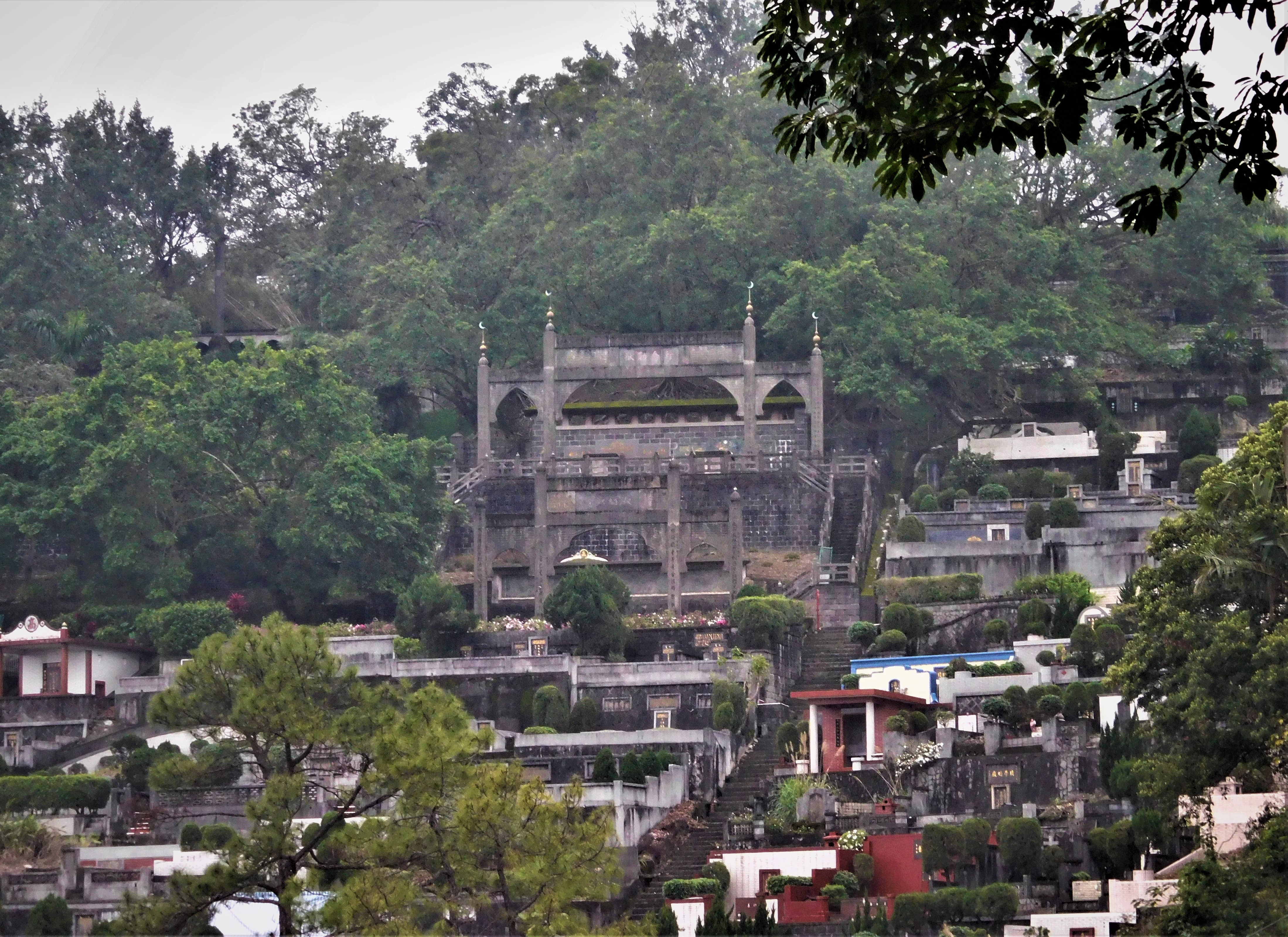
白榕蔭堂墓園遠景

白榕蔭堂墓園是台北六張犁回教公墓中最醒目的地標之一，為台灣少見且具規模的伊斯蘭墓園，占地約半公頃，故陸軍一級上將白崇禧和其夫人馬佩璋安息於此。墓園內可見新月與阿拉伯文等裝飾。回教建築不使用動物圖案，而多運用植物或幾何紋樣作為裝飾，這也可以在兩座牌坊中看到。
園內有座仿清真寺的圓頂建物，取名為「佩璋亭」，由白崇禧親自題字，即是以其夫人的名字為名。後方還有座回教禮拜的「崇禧清真寺」以及「忠肝義膽碑」，並有一些國內外名人追思白崇禧的石碑。
白榕蔭堂墓園所處的台北回教公墓入口處豎立著「回教公墓地界」石碑。每個墳墓皆方正、墓碑面向南，且頭在北腳在南，臉則朝向麥加的基卜拉方向。亡者只用白布直接包裹、入土以符合「入土為安、回歸本原」之意。
其中墓園門口有兩座由蔣中正題名的高聳牌坊：前方低處是紀念馬夫人的「淑行流馨」，後方高處是紀念白崇禧的「軫念勛猷」。牌坊具有阿拉伯式的拱門，頂端有伊斯蘭教象徵符號「月亮」。

## 照片集

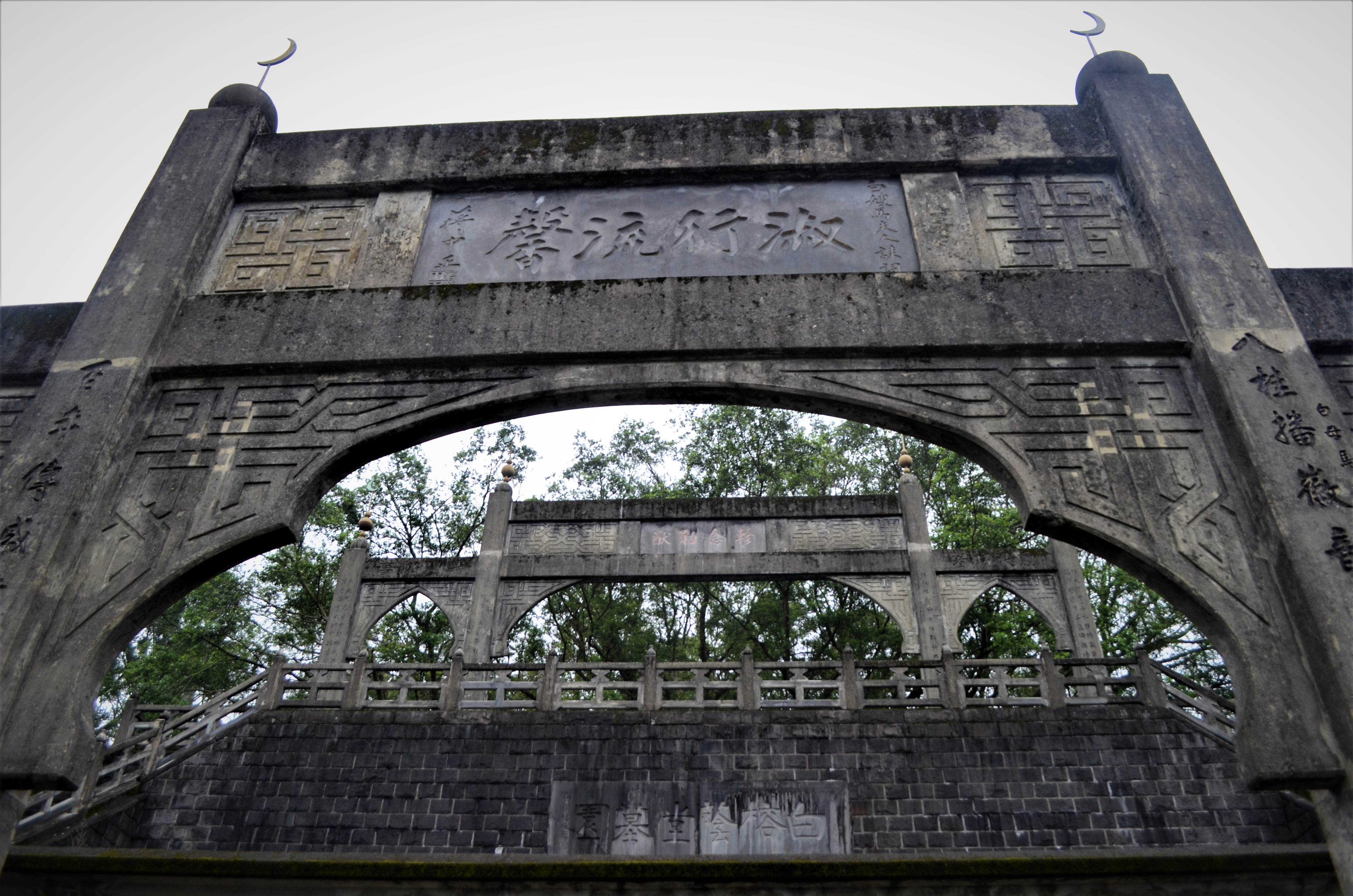
白榕蔭堂墓園前後兩座牌坊
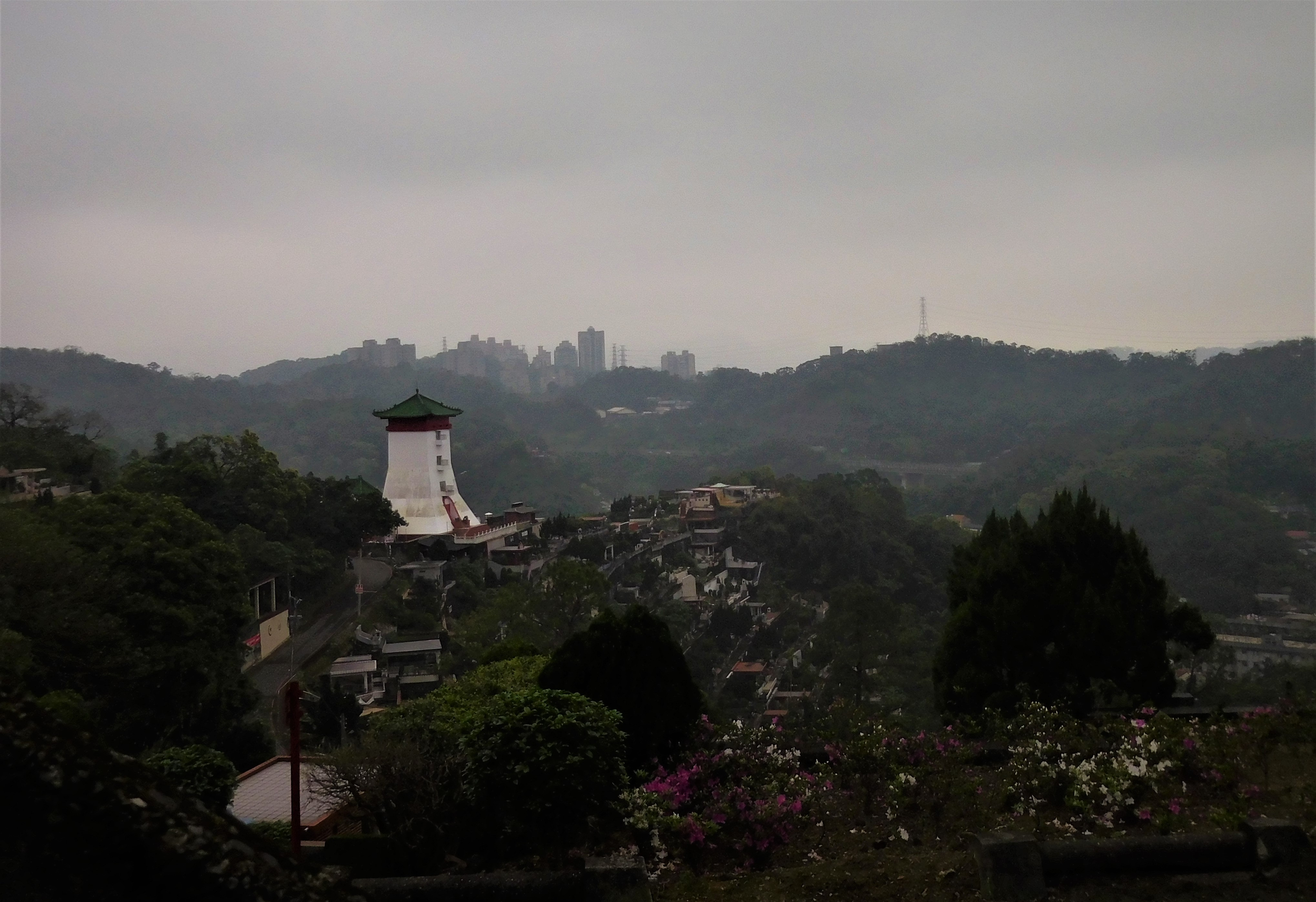
白榕蔭堂墓園周遭景觀
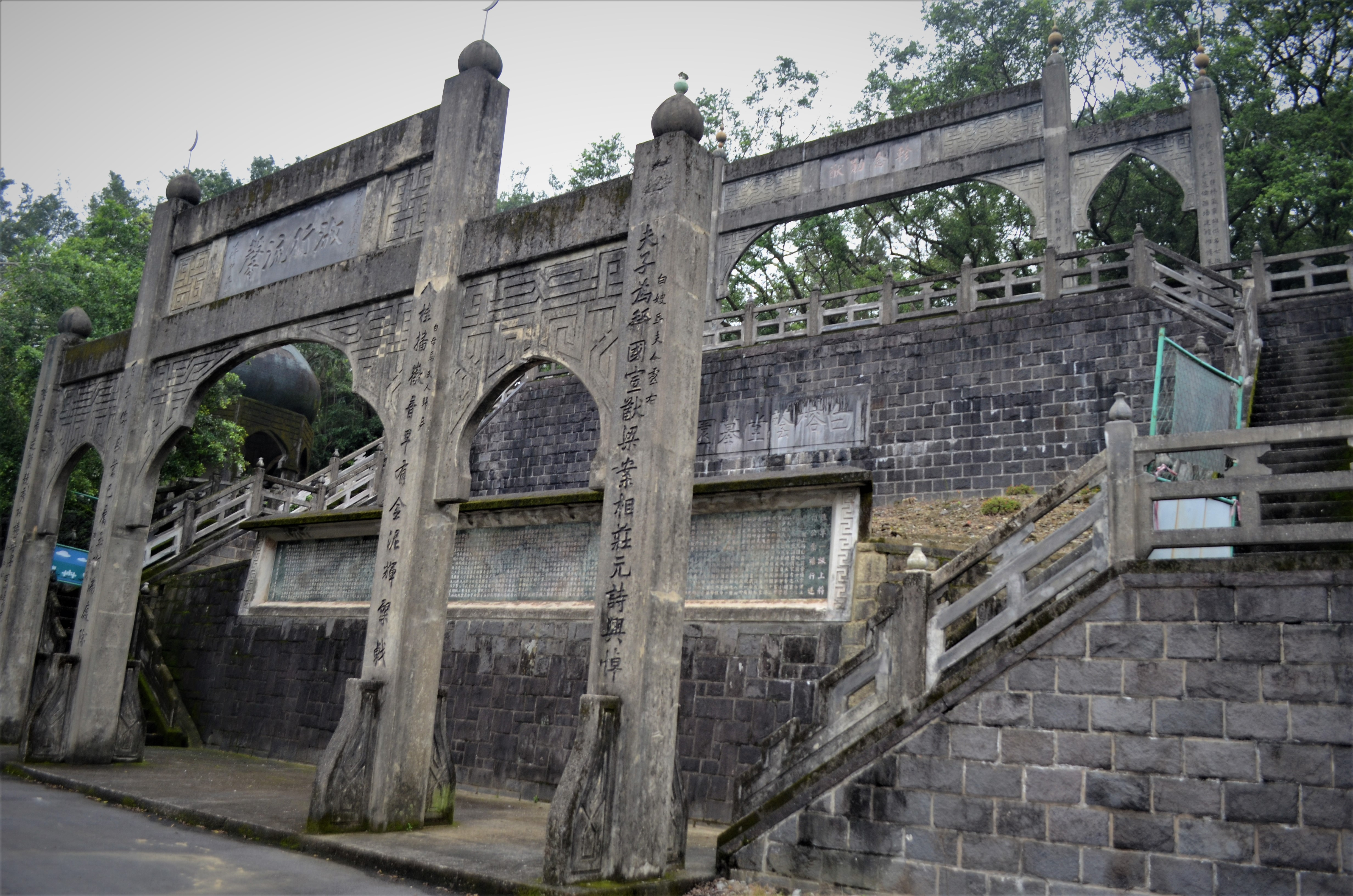
白榕蔭堂墓園景觀
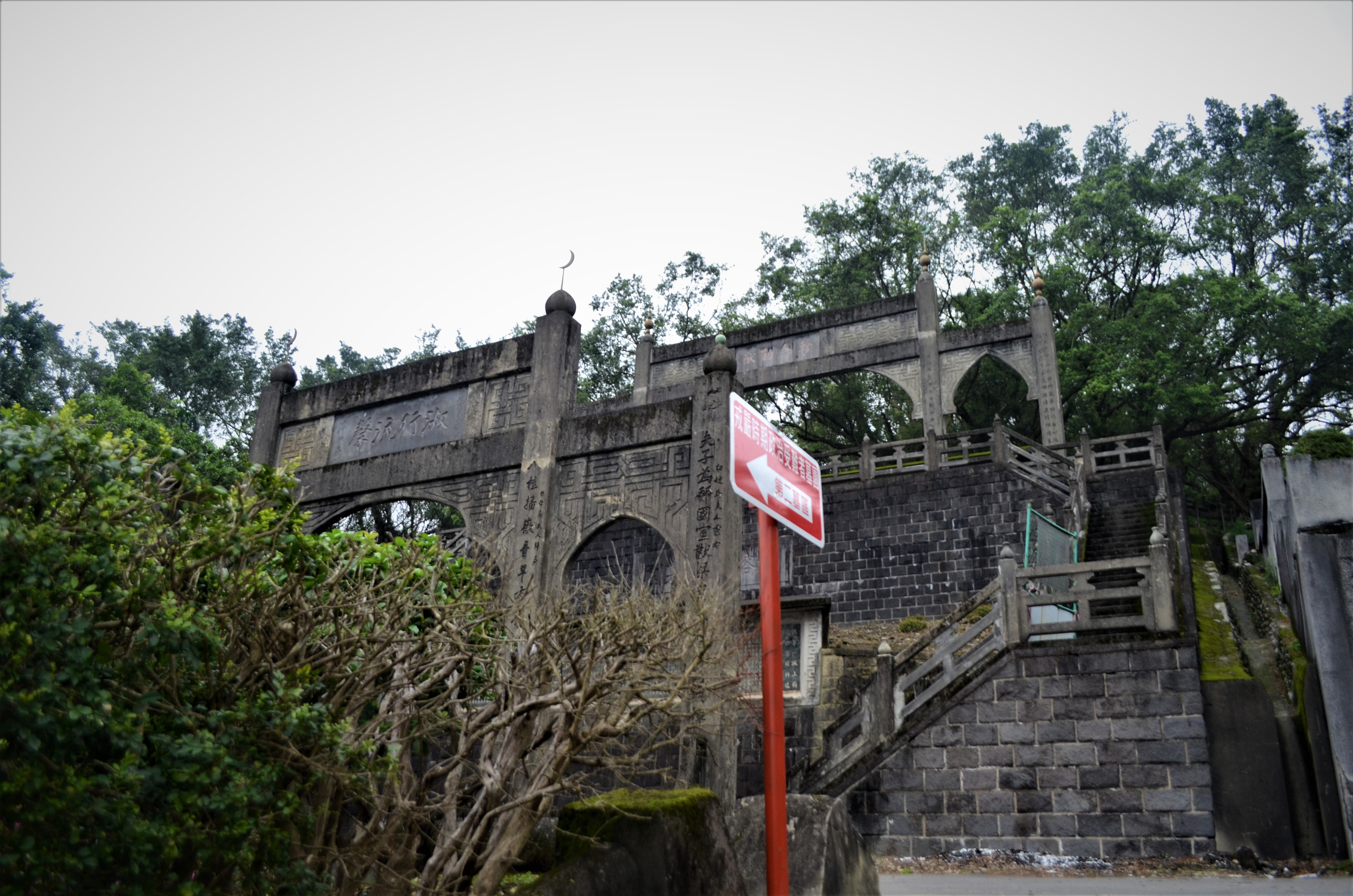
白榕蔭堂墓園景觀
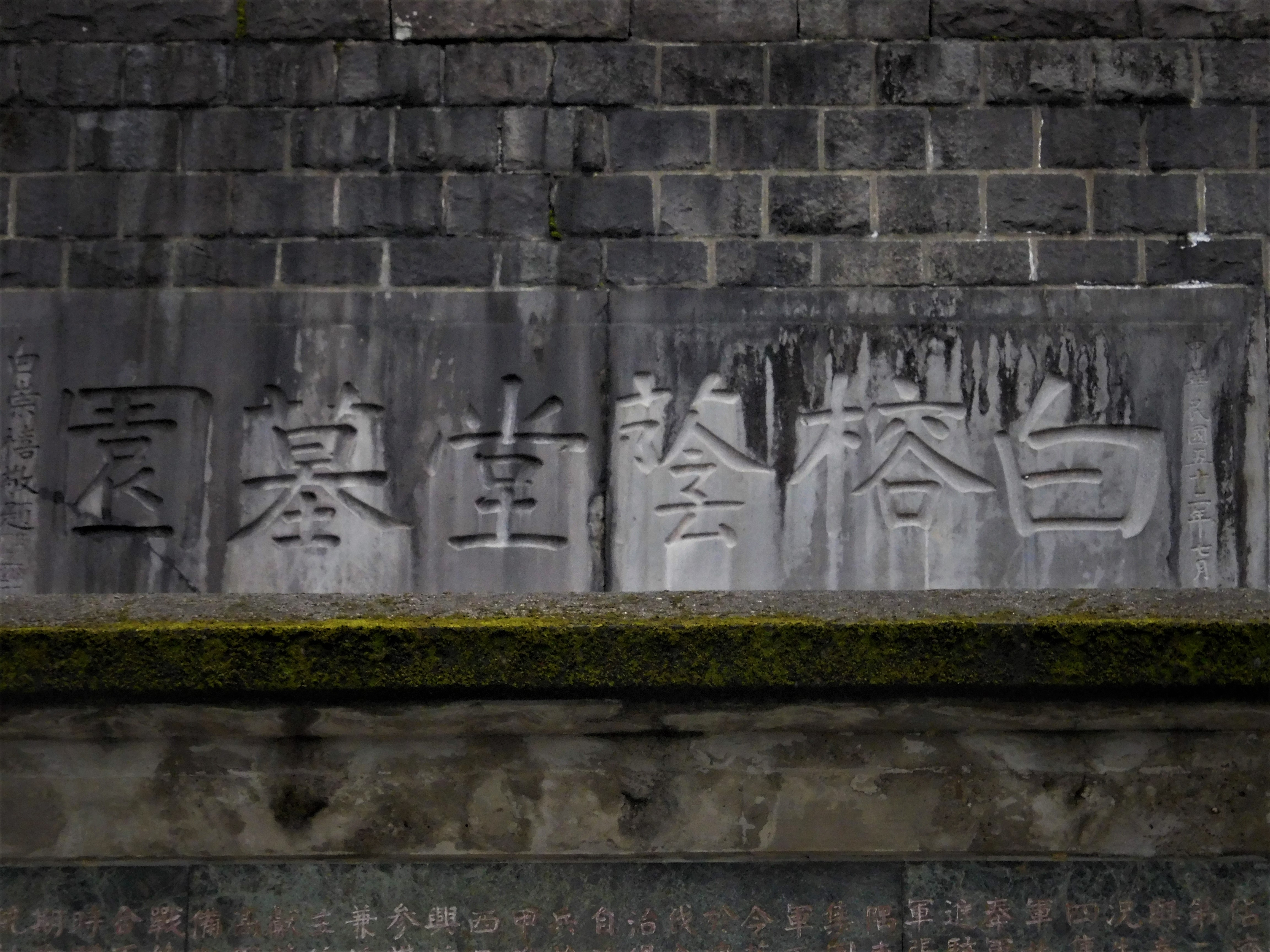
白榕蔭堂墓園景觀
白榕蔭堂墓園景觀
白榕蔭堂墓園步道入口
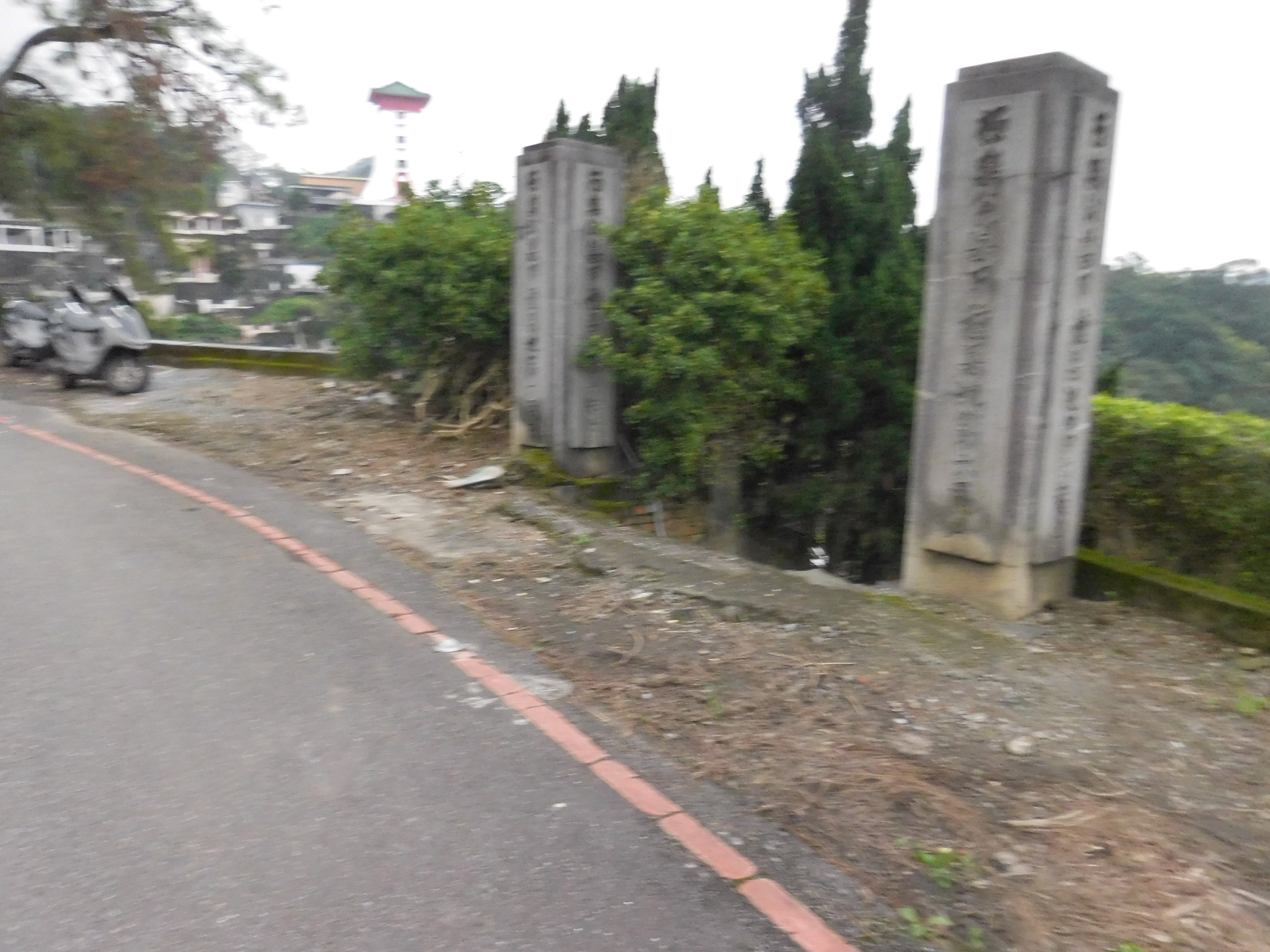
白榕蔭堂墓園步道出口
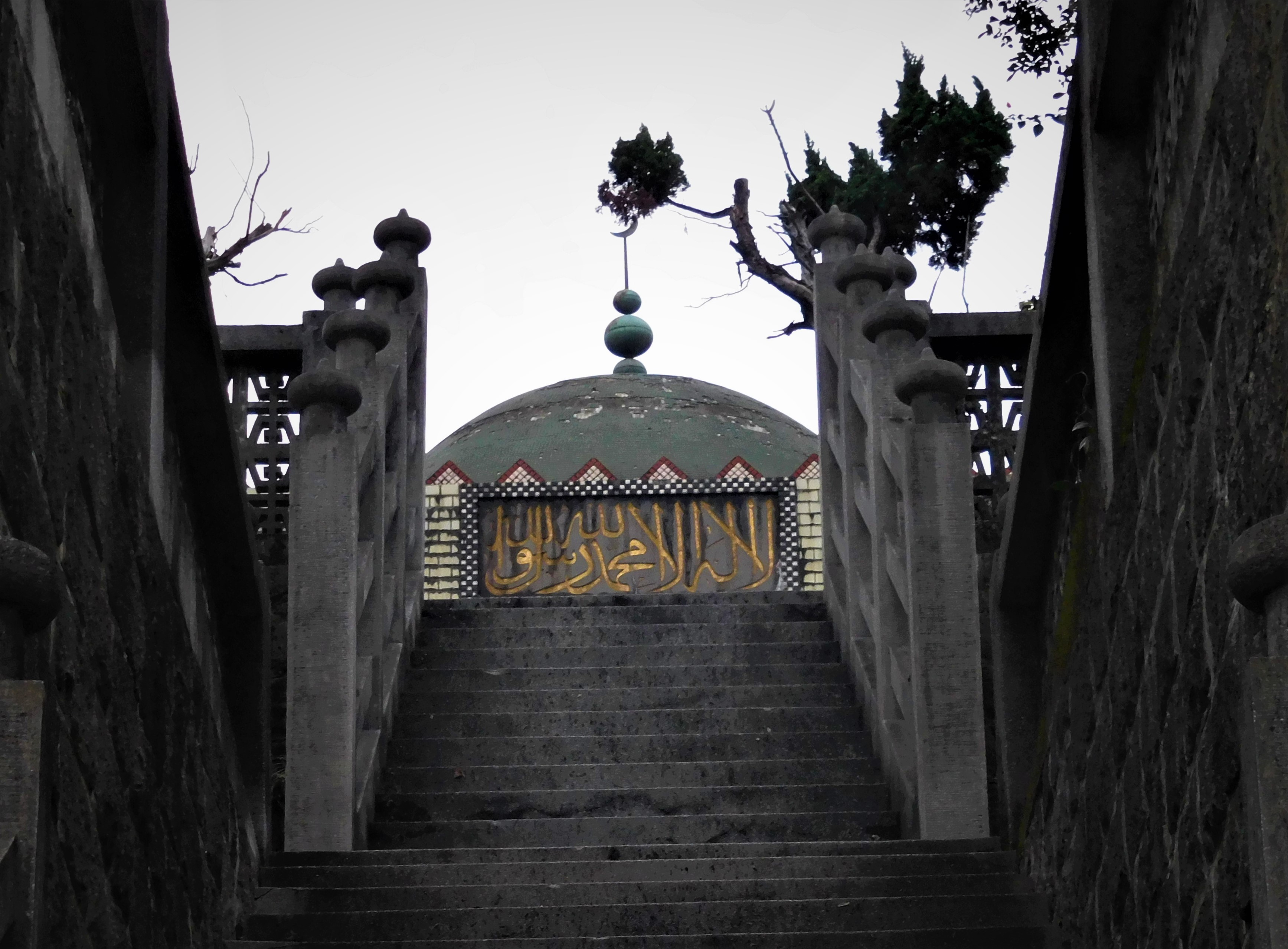
白榕蔭堂墓園附近的堯樂博士墓牌坊頂端有伊斯蘭教象徵符號「月亮」
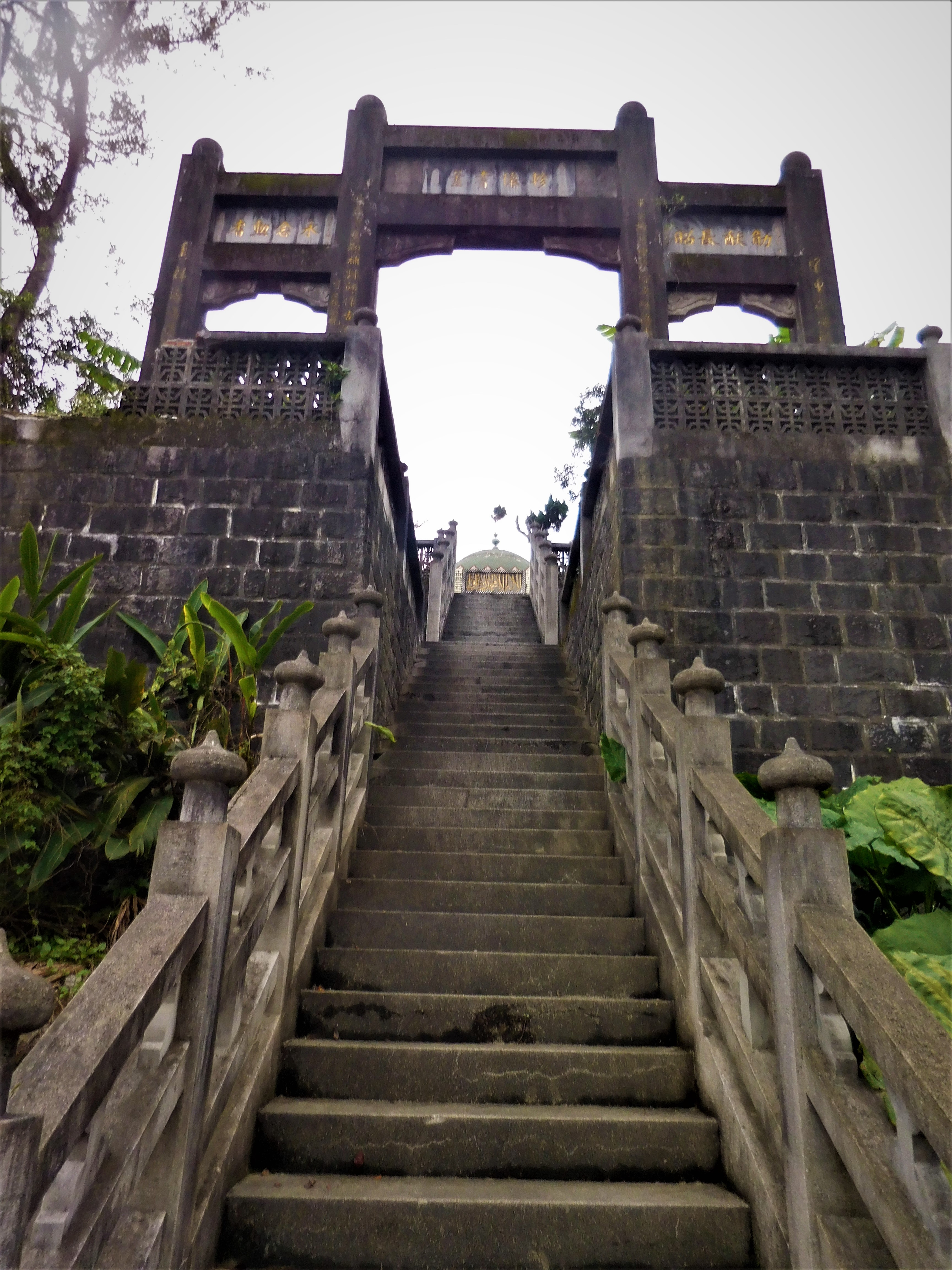
白榕蔭堂附近的堯樂博士墓景觀
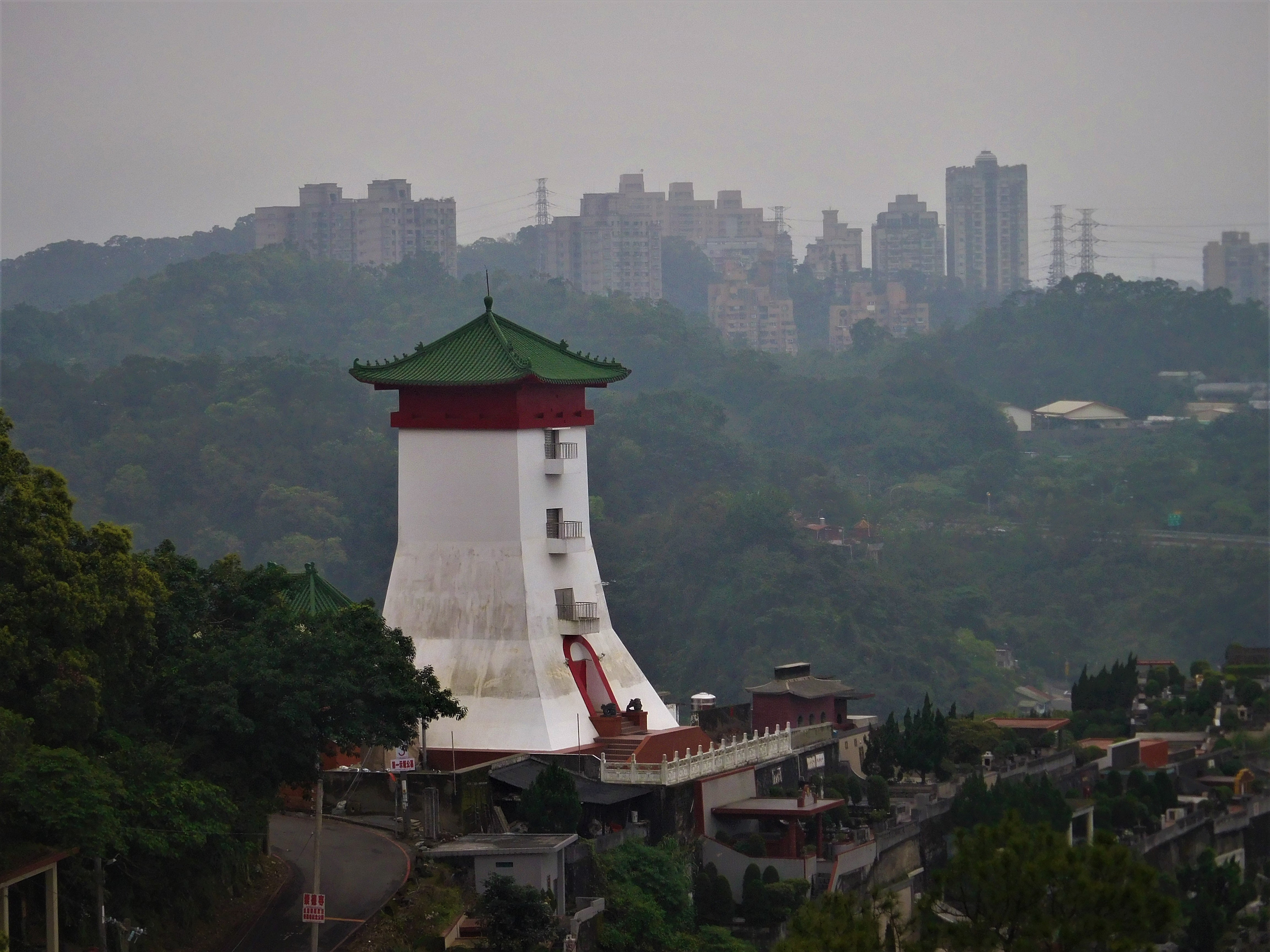
白榕蔭堂墓園附近的崇德寺景觀
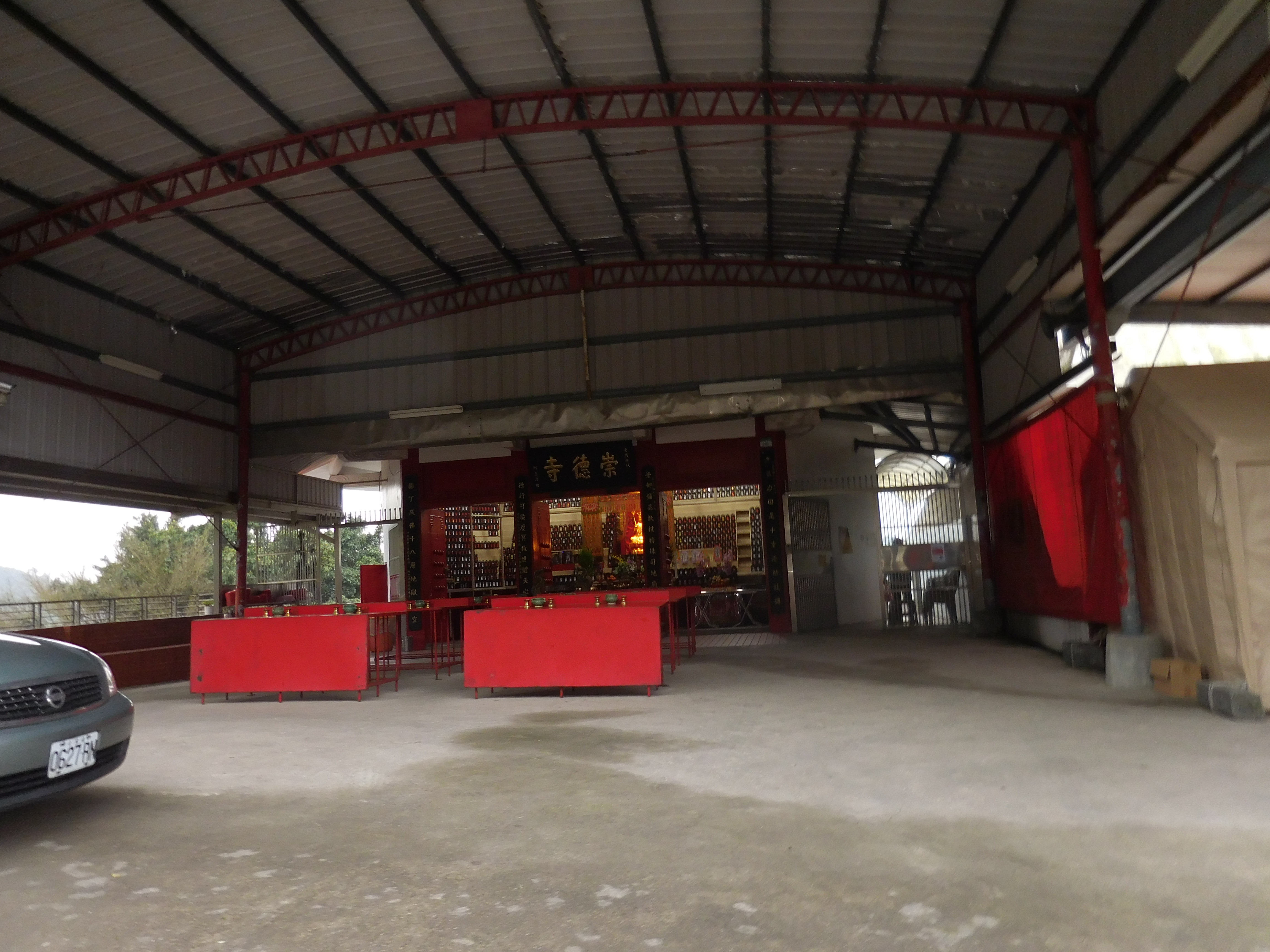
白榕蔭堂墓園附近的崇德寺佛堂

## 外部連結
- 白榕蔭堂墓園(白崇禧將軍墓)，國家文化資財網 （页面存档备份，存于）